# Houdeng-Gœgnies
Houdeng-Gœgnies [udɛ̃goɲi(ː)] est une ancienne commune de Belgique située en Région wallonne dans la province de Hainaut. C'est, depuis la fusion des communes de 1977, une section de la ville de La Louvière.

## Toponymie

### Houdeng
Le nom de la localité est attesté sous la forme Hosdenc en 1190 [?], à moins qu'il ne s'agisse de Hodeng.
Il est issu du vieux bas francique, correspondant au composé germanique *husidun « maison sur la hauteur », ayant aussi évolué au nord de la France et en Belgique sous les formes Houdan, Houdain, Hodent, Hodenc-l'Évêque, Hodeng-Hodenger, Hesdin, Heusden, Huisduinen, etc. Husi- représente le mot pangermanique hus « maison » (cf. néerlandais huis).
☞ Maurits Gysseling avait en son temps proposé une interprétation différente de ce type toponymique, qui semble abandonnée aujourd'hui : selon cet auteur, il s'agirait d'un ancien appellatif germanique °husid-inja-, dont le radical °husid- représenterait un dérivé participial reposant sur le radical indo-européen *keus- « couvrir, cacher, dissimuler » [comprendre : son degré zéro *kus-] , d'où le sens de « lieu caché, dissimulé », etc.

### Gœgnies
Le nom de la localité est attesté sous la forme Goineis en 1175.
L’origine du nom Gœgnies est plus incertaine, de par son premier élément Gœ(gn)-, sans doute un nom de personne roman ou germanique. Sa terminaison -ies est plus facilement identifiable, elle est issue du suffixe -iacas, variante à l'accusatif pluriel du suffixe gallo-roman -iacum. Cependant, il est possible qu'il s'agisse ici du suffixe -iniacas, allongement du suffixe précédent. -acum est d'origine gauloise -acon (celtique *-ako) et marque la localisation, puis la propriété.
Le suffixe -iacas est typique de la Belgique, de la Picardie et d'une partie de la Normandie et a généralement abouti à la terminaison -ies d'innombrables noms de lieux et a pu être utilisé jusqu'au VIIe siècle.

## Géographie

### Morphologie urbaine

#### Quartiers et lieux-dits
- Les Trieux.
- Le Gros Saule.
- Lait Beurré.
- Couturelle.
- Trieu Paquet.
- Le Blanc Pain.
- Trieu à Vallée.
- Le Repos des Chasseurs.

## Évolution démographique
- Sources : INS, Rem. : 1831 jusqu'en 1970 = recensements, 1976 = nombre d'habitants au 31 décembre.

## Histoire
Houdeng-Gœgnies est un village dont l’origine remonte au Moyen Âge puisqu’on retrouve mention de son nom[Lequel ?] dans le cartulaire de Saint-Denis (1100-1119).
On a découvert des vestiges belgo-romains sur le territoire de cette commune qui autrefois s’appelait simplement Gœgnies et ce n’est qu’au XVe siècle qu’on confondit ses terres avec celles du territoire voisin des Sires du Rœulx situées dans le village voisin d’Houdeng-Aimeries.
Au cours de la période qui s’étendit du XIIe siècle à la fin du XIXe siècle elle fut un territoire très riche et très convoité et passa sous les contrôles successifs tant des grandes Abbayes que des grandes familles du Hainaut. En effet elle fit partie des possessions foncières des abbayes de Saint-Feuillien du Rœulx (1138-1300), d’Aulne (1157-1231), de Saint-Denis-en-Broqueroie (1234) et de Bonne Espérance (1275). Parmi les familles qui présidèrent à sa destinée on retrouve les Rœulx-Hainaut (1337), les seigneurs du Sart, de la Puissance et de Houdeng et enfin les de Croÿ (1432-1796). Cette richesse fut aussi source de bien des malheurs car comme dans toute la région les pillages et les massacres y furent légion pendant les guerres de religion et lors du passage des troupes françaises de Louis XIV.

## Liste des bourgmestres de 1830 à 1977
- Léon Duray, de 1934 à 1960, (POB-PSB).

## Patrimoine et culture

### Patrimoine architectural
- Église Saint-Géry, construite en 1905 à 1907[12]. La première église aujourd'hui démolie datait de la second moitié du XVIIIe siècle[13].
- Monument au morts.

## Économie
Très tôt on a extrait du charbon de terre à Houdeng-Gœgnies. En effet l’exploitation de cette matière première est attestée par la Chronique de Bonne-Espérance de 1299 qui y fait allusion. Cette exploitation se poursuivra de façon continue jusqu’au XIIe siècle. C’est la Société Charbonnière de la Barrette qui y ayant obtenu la concession du site en 1735, y installa la première machine d’extraction du bassin charbonnier du centre. Celle-ci continuera quant à elle sans interruption jusqu'en 1850, passant alors sous le giron de la Société des Charbonnages de Bois-du-Luc.
La révolution industrielle allait bouleverser toute la région car l’extraction intensive du charbon allait faire éclore différentes industries dans tout le pays et par conséquent faire appel à la création et à la construction de nouveaux moyens de communication tels que les chemins de fer mais aussi et surtout de canaux plus larges et pourvus d'ouvrages d'art plus modernes. Houdeng-Gœgnies est traversé par la première section du canal du centre qui lui est équipé d’un système d’ascenseurs hydrauliques révolutionnaires pour l’époque et de nos jours, il fait toujours l’admiration de tous. Il est d’ailleurs repris dans la liste du patrimoine mondial de l’Unesco.

### Transports en commun

#### Chemin de fer
Houdeng-Gœgnies possédait autrefois une gare, ouverte au trafic des voyageurs et des marchandises. Cette gare était située sur la ligne 107(Écaussinnes - Saint-Vaast), inaugurée en janvier 1860 par la Compagnie des chemins de fer du Centre. En 1870, l’État belge racheta la compagnie exploitant la ligne et inaugura, en 1876, la ligne 114 (Soignies - Houdeng-Gœgnies).
Le trafic des voyageurs prit fin sur la ligne 114 en 1959, tandis que celui des marchandises y prit fin en 1967. Sur la ligne 107, les trains de voyageurs et ceux de marchandises disparurent simultanément en 1965, ce qui entraîna la fermeture de la gare d’Houdeng-Gœgnies. Jusqu’en 1990, la petite portion de la ligne 107 située entre Houdeng et Saint-Vaast resta utilisée par des trains de marchandises locaux[Quoi ?].
La construction du nouveau tracé du Canal du Centre[Quand ?] a entraîné la coupure complète des lignes 107 et 114 à proximité d’Houdeng-Gœgnies. Le pont sur l’ancien tracé du Canal du Centre existe toujours à l’heure actuelle.

#### Autobus

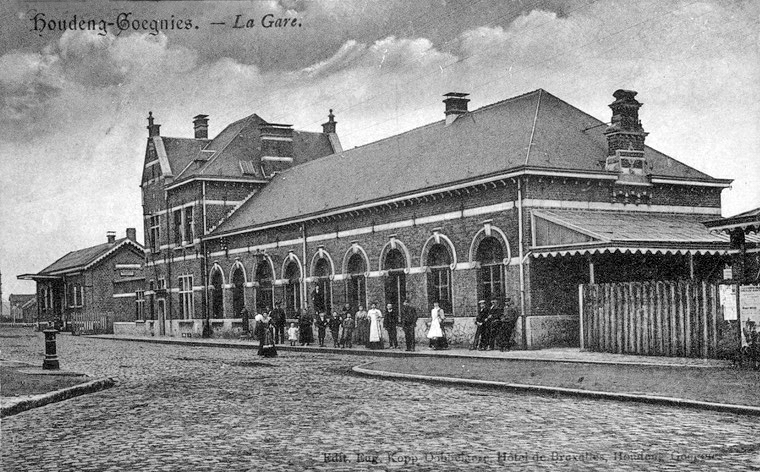
La gare de Houdeng-Gœgnies dans les années 1900.

La localité est notamment desservie par le bus 30 Anderlues - Morlanwelz - La Louvière - Strépy-Bracquenies - Thieu. Elle l'est aussi par la ligne 82 Mons - Maurage - La Louvière - Trazegnies. La ligne 134 Jolimont - La Louvière - Le Roeulx - Soignies la traverse aussi. Enfin, la ligne 40 relie le complexe Garocentre à la gare de La Louvière Sud via les centres d'Houdeng-Goegnies et de La Louvière. Il faut aussi noter la ligne privée 107 qui relie Jolimont à Ecaussinnes via La Louvière - Houdeng-Goegnies - Mignault et Marche-lez-Ecaussinnes. Hormis cette dernière, toutes Les lignes sont desservies par le TEC HAINAUT Centre avec complément du TEC HAINAUT Mons pour la ligne 82.

## Emetteur de radio
À Houdeng, il y a une tour radio de 156 mètres de haut, isolée du sol, car elle a été construite comme antenne pour un émetteur à ondes moyennes fonctionnant sur 1125 kHz avec 20 kW .

## Galerie de photographies

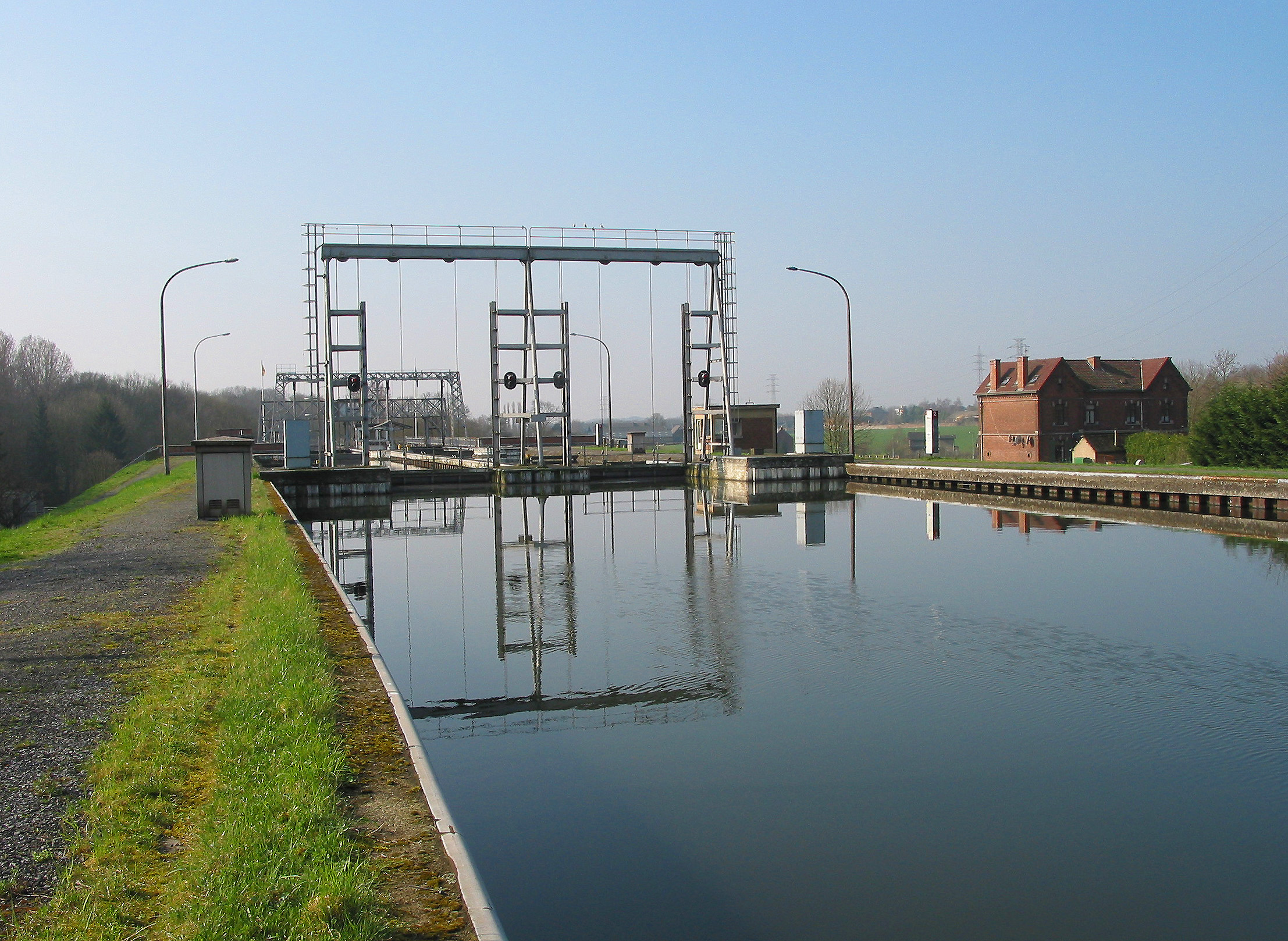
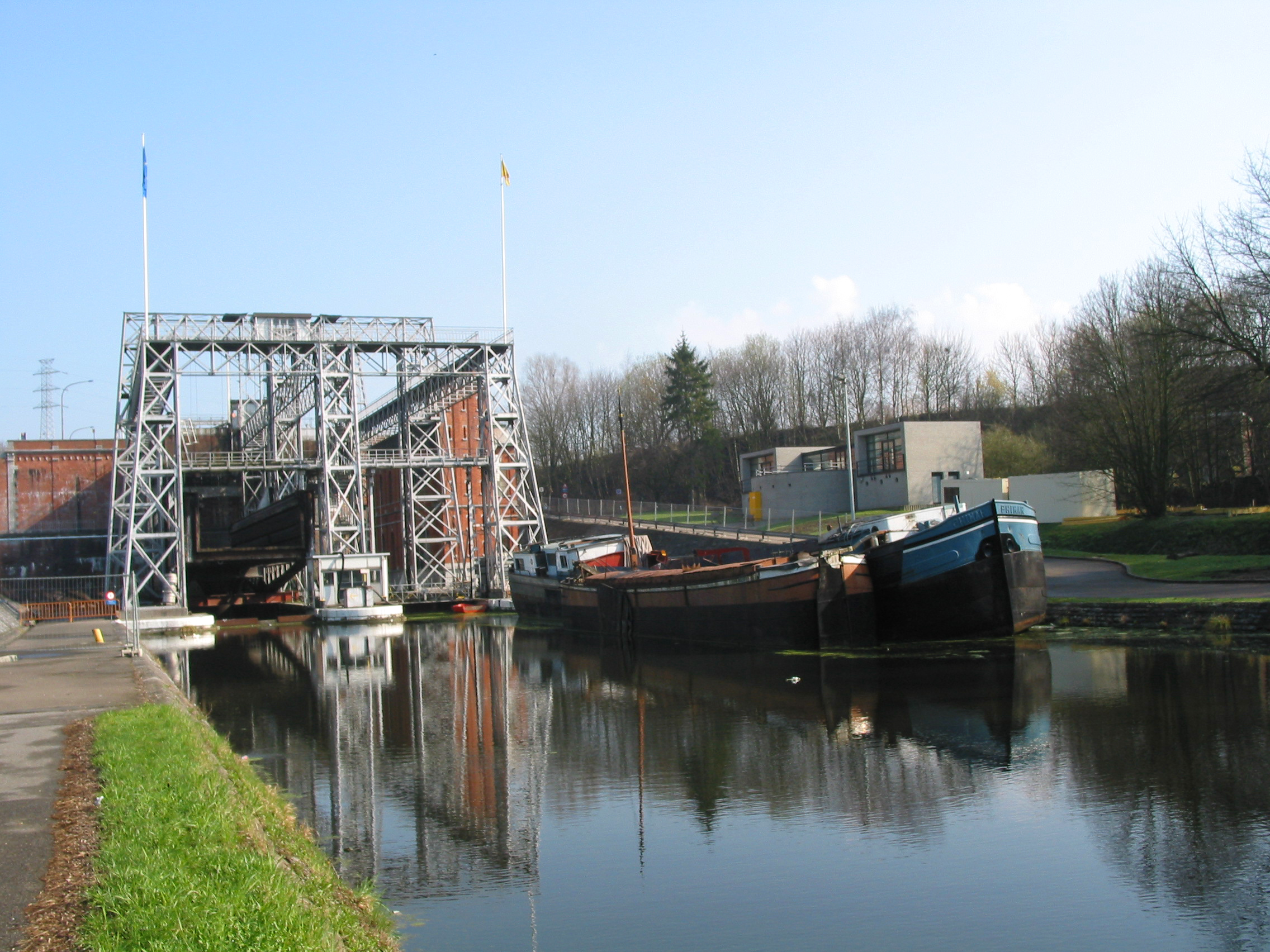
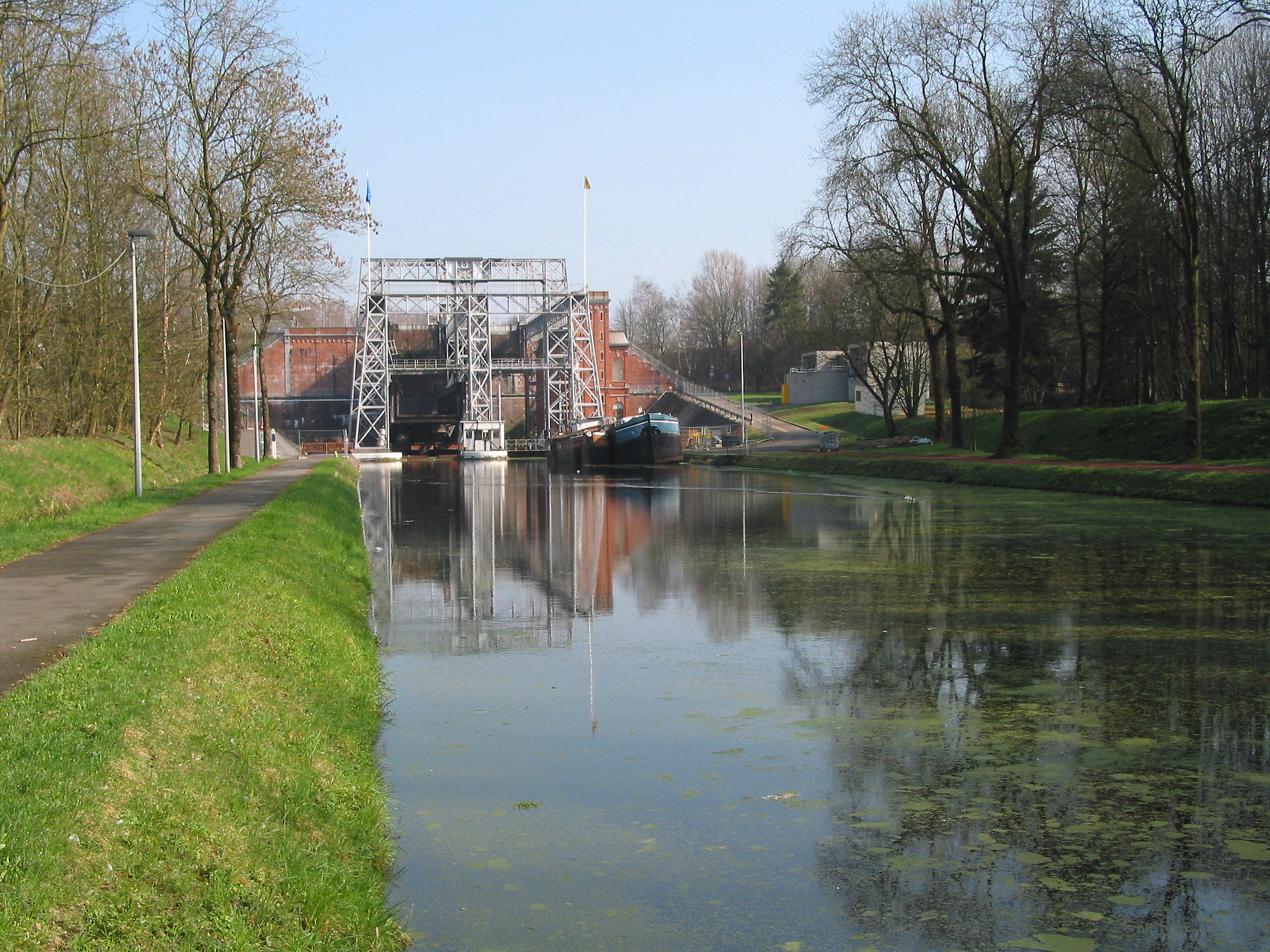
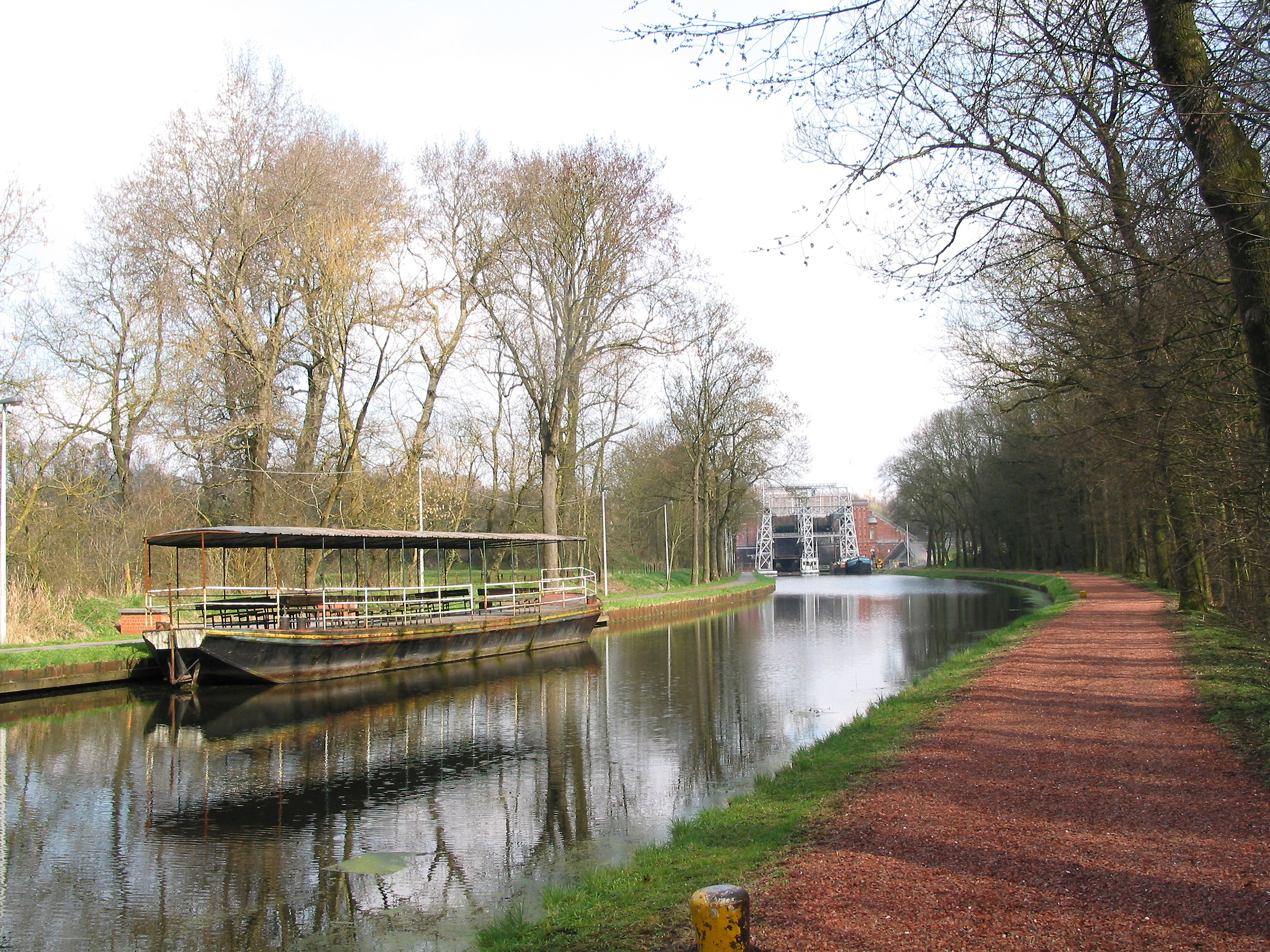
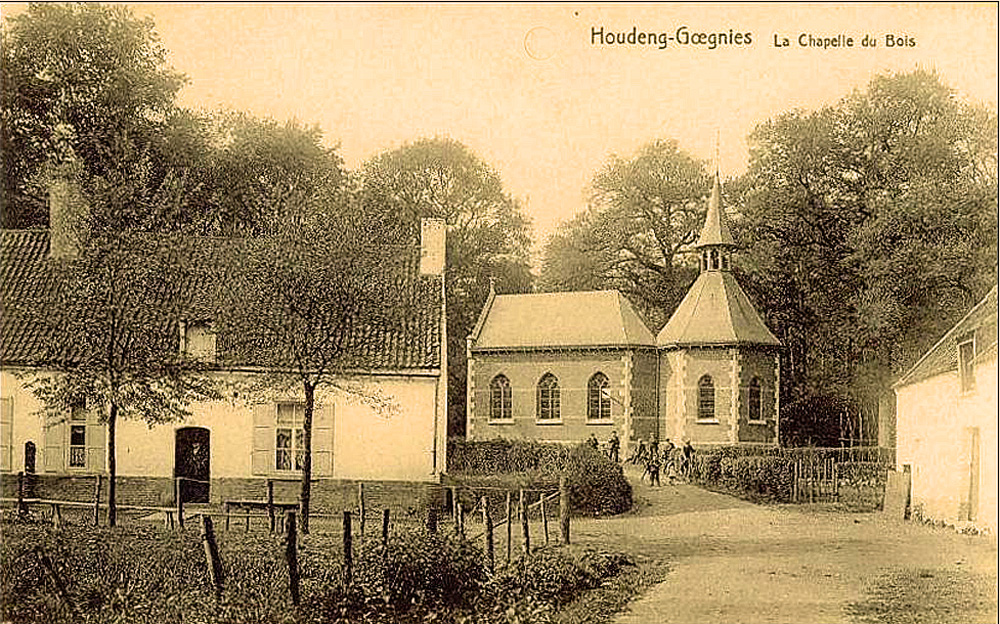
La chapelle Notre-Dame du Bois du Sart.